# Route nationale 63 (Estonie)
Pour les articles homonymes, voir Route nationale 63.
La route nationale 63 (Tugimaantee 63) est une route nationale estonienne reliant Karisilla à Koidula (en). Elle mesure 17,8 km.

## Tracé
- Comté de Põlva
  - Karisilla
  - Tonja (en)
  - Lobotka (en)
  - Treski (en)
  - Soe (en)
  - Riihora (en)
  - Kõvera (en)
  - Nedsaja (en)
  - Säpina (en)
  - Matsuri (en)
  - Koidula (en)
- Russie